# Miss Univers Canada 2014
Miss Univers Canada 2014, 20e élection de Miss Univers Canada, s'est déroulée le 24 mai 2014 au St. Lawrence Centre for the Arts de Toronto.
La gagnante, Chanel Beckenlehner (en), succède à Riza Santos, Miss Univers Canada 2013.

## Classement final
| Titre                    | Candidates |
| ------------------------ | --- |
| Miss Univers Canada 2014 | - Caledon - Chanel Beckenlehner (en) |
| 1re dauphine             | - Etobicoke - Kesiah Papasin |
| 2e dauphine              | - Toronto - Lauren Howe |
| 3e dauphine              | - Halifax - Sarah Harrison |
| 4e dauphine              | - Milton - Nicole Lacz |
| Finalistes (Top 12)      | - Amherstburg - Amber Bernachi - Ottawa - Ashley Cooper - Vancouver - Laura Guzman - Anmore - Niala Moallem - Toronto - Nyawal Bukjok - Calgary - Olawumi Adeniyi - Duncan - Sara Winter                                                |
| Demi-finalistes (Top 20) | - Edmonton - Jessica Grimmon - Saint-Jean - Laura Woodworth - Edmonton - Lindsay Goff - Montréal - Maria Isabel Massironi - Calgary - Missy Chareka - Richmond Hill - Nickta Jowhari - Guelph - Prosha Hussein - Toronto - Tara Mobayen |

## Candidates
| Nom                           | Taille | Domicile                  | Origine             | Classement               |
| ----------------------------- | ------ | ------------------------- | ------------------- | ------------------------ |
| Alyssa Boston                 | 1,70 m | Tecumseh                  | Canada              |                          |
| Amanda Vallieres              |        | Toronto                   | Canada              |                          |
| Amber Bernachi                | 1,65 m | Amherstburg               | Canada              | Top 12                   |
| Andrea Cvijetic               | 1,78 m | Mississauga               | Bosnie-Herzégovine  |                          |
| Anna Hiita                    | 1,78 m | Vancouver                 | Iran                |                          |
| Asal Ghoseh                   | 1,63 m | North Vancouver           | Iran                |                          |
| Ashley Braim                  | 1,70 m | Edmonton                  | Canada              |                          |
| Ashley Cooper                 | 1,76 m | Ottawa                    | Canada              | Top 12                   |
| Breanne Tozer                 | 1,78 m | Whitney                   | Canada              |                          |
| Brittanya Henley              | 1,81 m | Cochrane                  | Canada              |                          |
| Carrissa Lowhorn              | 1,70 m | Calgary                   | Canada              |                          |
| Chanel Beckenlehner (en)      | 1,73 m | Caledon                   | Canada              | Miss Univers Canada 2014 |
| Chela Long                    | 1,76 m | North Vancouver           | Canada              |                          |
| Crystal Croxon                | 1,70 m | Mississauga               | Canada              |                          |
| Dasol “Dazzle” Lee            | 1,70 m | Hamilton                  | Corée du Sud        |                          |
| Daylin Fergusson              | 1,65 m | Saint-Albert              | Canada              |                          |
| Denise Cortez                 | 1,63 m | Sarnia                    | Salvador            |                          |
| Diva Mangal                   | 1,73 m | Calgary                   | Russie              |                          |
| Evlyn Varatharajan            | 1,68 m | Scarborough               | Inde                |                          |
| Jenna Nicholson               | 1,65 m | Sydney                    | Canada              |                          |
| Jennifer Dai Trang Nguyen     | 1,70 m | Burnaby                   | Viêt Nam            |                          |
| Jessica Grimmon               | 1,76 m | Edmonton                  | Canada              | Top 20                   |
| Joanie Roy                    | 1,83 m | Saint-Prosper             | Canada              |                          |
| Kamilla Mihalik               | 1,73 m | East Vancouver            | Hongrie             |                          |
| Katerina Mergut               | 1,81 m | Toronto                   | Ukraine             |                          |
| Katrina Kryza                 |        | Windsor                   | Pologne             |                          |
| Kesiah Kathleen Liane Papasin | 1,70 m | Etobicoke                 | Canada              | 1re dauphine             |
| Kiran Nandi                   | 1,78 m | Pickering                 | Émirats arabes unis |                          |
| Laura Coppola                 | 1,68 m | Windsor                   | Canada              |                          |
| Laura Guzman                  | 1,65 m | Vancouver                 | Colombie            | Top 12                   |
| Laura Woodworth               | 1,73 m | Saint-Jean de Terre-Neuve | Canada              | Top 20                   |
| Lauren Howe                   | 1,76 m | Toronto                   | Canada              | 2e dauphine              |
| Lavanya Hiremath              | 1,73 m | Vancouver                 | Inde                |                          |
| Lindsay Goff                  | 1,70 m | Edmonton                  | Canada              | Top 20                   |
| Maria Isabel Massironi        | 1,65 m | Montréal                  | Canada              | Top 20                   |
| Michaela Rojas                | 1,63 m | Peterborough              | Canada              |                          |
| Mina Khtaria                  | 1,76 m | Vancouver                 | Inde                |                          |
| Missy Chareka                 | 1,68 m | Calgary                   | Zimbabwe            | Top 20                   |
| Navpreet “Navi” Mander        | 1,70 m | Surrey                    | Inde                |                          |
| Nerissa McRury                | 1,65 m | Thunder Bay               | Canada              |                          |
| Niala Moallem                 | 1,70 m | Anmore                    | Canada              | Top 12                   |
| Nickta Jowhari                | 1,63 m | Richmond Hill             | Canada              | Top 20                   |
| Nicole Lacz                   | 1,85 m | Milton                    | Allemagne           | 4e dauphine              |
| Nyawal Bukjok                 | 1,85 m | Toronto                   | Soudan du Sud       | Top 12                   |
| Olawumi Adeniyi               | 1,65 m | Calgary                   | Canada              | Top 12                   |
| Patricia Poczekaj             | 1,65 m | Windsor                   | Canada              |                          |
| Prosha Hussein                | 1,70 m | Guelph                    | Irak                | Top 20                   |
| Rain Wang                     | 1,81 m | Toronto                   | Chine               |                          |
| Rameeta Dhaliwal              | 1,68 m | Prince George             | Canada              |                          |
| Renee Neil                    | 1,76 m | Calgary                   | Jamaïque            |                          |
| Robin Alexandra Johnston      | 1,76 m | Calgary                   | Canada              |                          |
| Samantha Romeo                | 1,60 m | Thunder Bay               | Canada              |                          |
| Sara Winter                   | 1,78 m | Duncan                    | Canada              | Top 12                   |
| Sarah Eggleton                | 1,63 m | Gogama                    | Canada              |                          |
| Sarah McArdle                 | 1,58 m | Ottawa                    | Inde                |                          |
| Sarah Saei Arasee             | 1,60 m | Vaudreuil-Dorion          | Canada              |                          |
| Sarah Ainsley Harrison        | 1,83 m | Halifax                   | Canada              | 3e dauphine              |
| Shalini Bhagowtee             | 1,65 m | Bradford                  | Trinité-et-Tobago   |                          |
| Shayla Sabbagh                | 1,73 m | Vancouver                 | Liban               |                          |
| Stephanie Ponzini             | 1,63 m | Surrey                    | Canada              |                          |
| Talvir Sander                 | 1,78 m | Fort McMurray             | Canada              |                          |
| Tanya Virk                    | 1,73 m | Markham                   | Inde                |                          |
| Tara Mobayen                  | 1,73 m | Toronto                   | Iran                | Top 20                   |
| Vada Müller                   | 1,70 m | Vancouver                 | Allemagne           |                          |
| Zerina Derveni                | 1,78 m | Woodbridge                | Albanie             |                          |

## Observations

### Représentation des candidates aux concours de beauté nationaux
| Concours de beauté international | Année | Territoire  | Candidate                | Classement                    |
| -------------------------------- | ----- | ----------- | ------------------------ | ----------------------------- |
| Miss Univers Canada              | 2009  | Caledon     | Chanel Beckenlehner (en) | Top 12                        |
| Miss Univers Canada              | 2009  | Toronto     | Tara Mobayen             | Non classée Miss Photogénique |
| Miss Univers Canada              | 2012  | Halifax     | Sarah Harrison           | Top 12                        |
| Miss Univers Canada              | 2012  | Surrey      | Mina Khtaria             | Non classée                   |
| Miss Univers Canada              | 2012  | Etobicoke   | Kesiah Papasin           | 3e dauphine                   |
| Miss Univers Canada              | 2013  | Mississauga | Andrea Cvjetic           | Top 20                        |
| Miss Univers Canada              | 2016  | Etobicoke   | Kesiah Papasin           | 2e dauphine                   |
| Miss Univers Canada              | 2016  | Montréal    | Maria Isabel Massironi   | Non classée                   |

### Représentation des candidates aux concours de beauté internationaux
| Concours de beauté international | Année | Territoire | Candidate                | Classement                                    |
| -------------------------------- | ----- | ---------- | ------------------------ | --------------------------------------------- |
| Miss Asie Pacifique Monde        | 2013  | Surrey     | Mina Khtaria             | Non classée                                   |
| Miss Continente Americano        | 2010  | Caledon    | Chanel Beckenlehner (en) | Non classée Miss Photogénique                 |
| Miss Continente Americano        | 2012  | Etobicoke  | Kesiah Papasin           | Non classée                                   |
| Miss International               | 2009  | Caledon    | Chanel Beckenlehner (en) | Top 15                                        |
| Miss International               | 2013  | Halifax    | Sarah Harrison           | Non classée                                   |
| Miss International               | 2014  | Etobicoke  | Kesiah Papasin           | Non classée                                   |
| Miss Univers                     | 2014  | Caledon    | Chanel Beckenlehner (en) | Non classée Meilleur costume national (Top 5) |